# Желудочковая система мозга

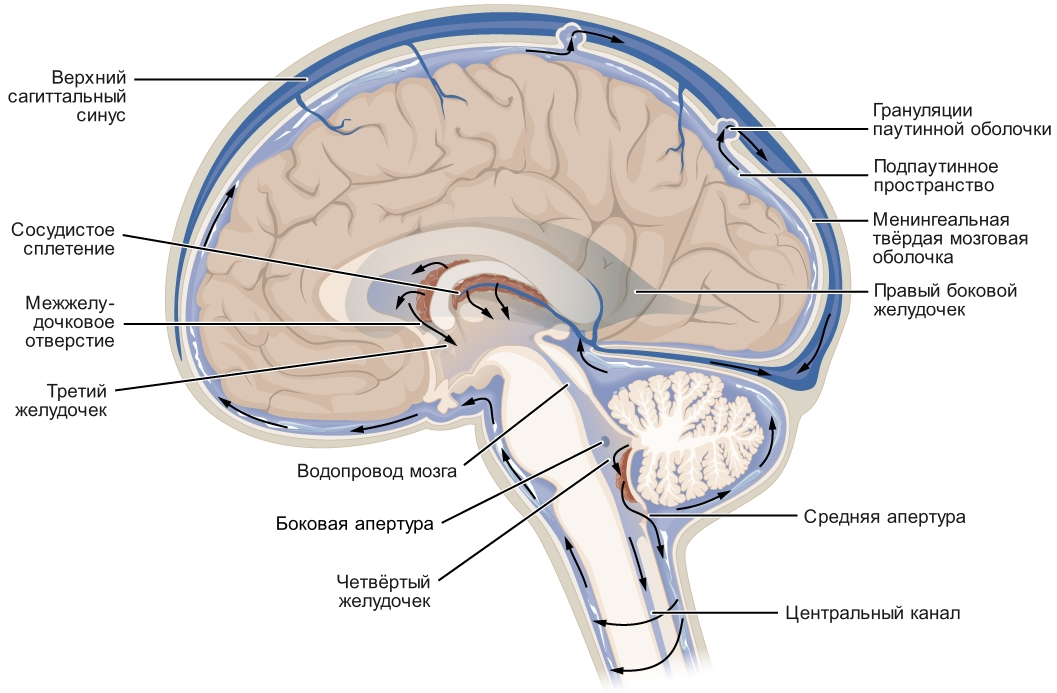
Желудочковая система мозга

Желудочковая система мозга (лат. systema ventricularis)  — система сообщающихся между собой полостей в головном мозге, заполненных спинномозговой жидкостью.

## Анатомическое строение
- Боковые желудочки, ventriculi laterales (telencephalon) — полости в головном мозге, содержащие ликвор, наиболее крупные в желудочковой системе головного мозга. Левый боковой желудочек считается первым, правый — вторым. Боковые желудочки сообщаются с третьим желудочком посредством межжелудочковых (монроевых) отверстий. Располагаются ниже мозолистого тела, симметрично по сторонам от срединной линии. В каждом боковом желудочке различают передний (лобный) рог, тело (центральную часть), задний (затылочный) и нижний (височный) рога[1][2].
- Третий желудочек, ventriculus tertius (diencephalon), находится между зрительными буграми, имеет кольцевидную форму, так как в него прорастает промежуточная масса зрительных бугров — massa intermedia thalami. В стенках желудочка находится центральное серое мозговое вещество — substantia grisea centralis, в котором располагаются подкорковые вегетативные центры. Третий желудочек сообщается с мозговым водопроводом среднего мозга, а позади передней спайки мозга — comissura anterior — с боковыми желудочками мозга через межжелудочковое отверстие — foramen interventriculare (Отверстие Монро)[1][2].
- Четвёртый желудочек, ventriculus quartus (rhombencephalon), помещается между мозжечком и дорсальной поверхностью моста и продолговатого мозга. Сводом ему служат червь и мозговые парусы, а дном — продолговатый мозг и мост. Представляет собой остаток полости заднего мозгового пузыря и поэтому является общей полостью для всех отделов заднего мозга, составляющих ромбовидный мозг, rhombencephalon (продолговатый мозг, мозжечок, мост и перешеек). IV желудочек напоминает палатку, в которой различают дно и крышу. Дно, или основание, желудочка имеет форму ромба, как бы вдавленного в заднюю поверхность продолговатого мозга и моста. Поэтому его называют ромбовидной ямкой, fossa rhomboidea, в которой залегают ядра 9-XII черепно-мозговых нервов. В задненижний угол ромбовидной ямки открывается центральный канал спинного мозга, а в передневерхнем углу IV желудочек сообщается с водопроводом. Латеральные углы заканчиваются слепо в виде двух карманов, recessus laterales ventriculi quarti, загибающихся вентрально вокруг нижних ножек мозжечка[1][2].

Два боковых желудочка относительно крупные, они имеют С-образную форму и неровно огибают спинные части базальных ганглиев.
В желудочках головного мозга синтезируется спинномозговая жидкость (ликвор), которая затем поступает в субарахноидальное пространство. Нарушение оттока ликвора из желудочков проявляется гидроцефалией.

## Эмбриология
В эмбриональном периоде все без исключения структуры желудочковой системы мозга развиваются из первичного нервного канала, являющегося центром первичной нервной трубки.
В той части первичной нервной трубки, которая впоследствии разовьётся в ствол мозга, первичный нервный канал в процессе эмбрионального развития постепенно расширяется в дорсальном и латеральном направлениях, образуя тем самым четвёртый желудочек. В той же части первичной нервной трубки, которая впоследствии разовьётся в средний мозг, первичный нервный канал не подвергается значительному расширению в ходе эмбрионального развития. Эта часть первичного нервного канала впоследствии образует водопровод мозга (Сильвиев водопровод). Четвёртый желудочек постепенно сужается в каудальном направлении (в направлении затылочного отверстия) и плавно переходит в центральный канал спинного мозга.
Та часть полости первичного нервного канала, которая оказывается в развивающемся конечном мозге, образует в итоге боковые желудочки мозга, а та часть полости первичного нервного канала, которая оказывается в развивающемся промежуточном мозге, образует в итоге третий желудочек мозга.